# Gennaro Sangiuliano

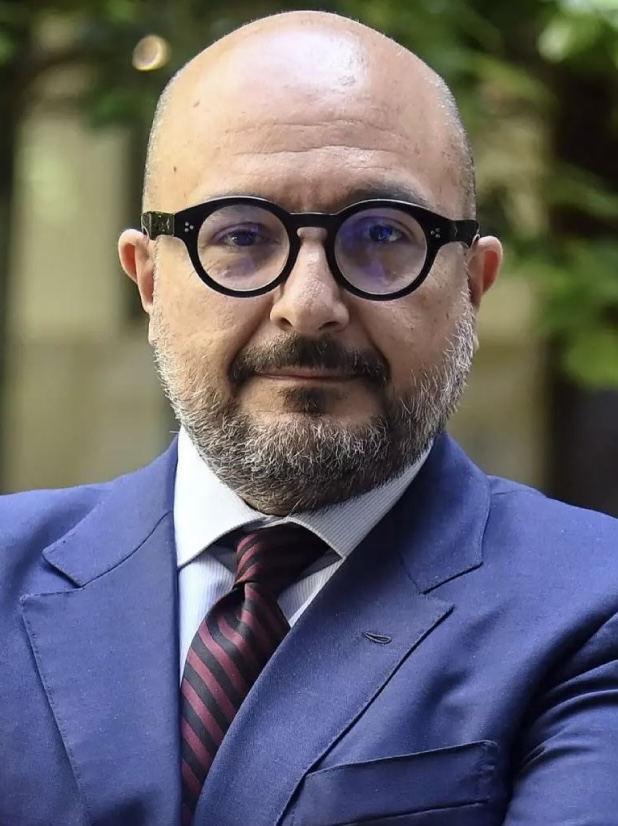
Gennaro Sangiuliano (2022)

Gennaro Sangiuliano (geboren 6. Juni 1962 in Neapel) ist ein italienischer Journalist und Sachbuchautor. Der in dieser Zeit parteilose Sangiuliano war von Oktober 2022 bis September 2024 italienischer Kulturminister im Kabinett Meloni.

## Werdegang
Gennaro Sangiuliano studierte an der Universität Neapel Rechtswissenschaften. Nach der Laurea schloss er anschließend dort auch seinen Doktor-Abschluss mit cum laude ab. Daneben besitzt er einen Master in Internationalem Privatrecht, den er mit Bestnote an der Universität La Sapienza in Rom bei Professor Guido Alpa abschloss.
Politisch war Sangiuliano in der Jugendorganisation Fronte della gioventù des neofaschistischen MSI tätig. Von 1983 bis 1987 war er als Kommunalpolitiker für den MSI in seiner Heimatstadt Neapel tätig. Bei den Parlamentswahlen in Italien 2001 kandidierte er erfolglos in den Reihen von Forza Italia für einen Sitz in der Abgeordnetenkammer.
Nach ersten beruflichen Erfahrungen als Journalist in lokalen Medien wurde Sangiuliano 1996 Direktor der Tageszeitung „Roma“ in Neapel, die er bis 2001 leitete. Anschließend arbeitete er bei der Mailänder Tageszeitung „L’Indipendente“, bevor er bei der von Vittorio Feltri geleiteten Tageszeitung „Libero“ als dessen Vize einstieg. Des Weiteren war er als freier Mitarbeiter für die Tages- und Wochenzeitungen „Il Foglio“, „L’Espresso“ und „Il Sole 24 Ore“ tätig.
2003 wechselte er zur öffentlich-rechtlichen Rundfunkanstalt Rai in die regionale Nachrichtenredaktion TGR in Neapel. Im Jahr darauf wurde er zum stellvertretenden Chefredakteur der regionalen Nachrichtenredaktionen der Rai in Rom ernannt. 2007 übernahm er dort den Posten des Chefredakteurs. Nachdem er zur Nachrichtenredaktion TG1 des Raisenders Rai 1 gewechselt und als Auslandsjournalist in Bosnien, im Kosovo und in Afghanistan tätig war, wurde Sangiuliano 2009 zum Vizedirektor des TG1 ernannt. Den Posten hatte er bis zu seiner Ernennung zum Direktor der Nachrichtenredaktion TG2 des Raisenders Rai 2 im November 2018 inne. Seine Ernennung kam auf Wunsch des Lega-Chefs und damaligen Vize-Premiers im Kabinett Conte I, Matteo Salvini, zusammen, der mit Sangiulani eine ihm nahe stehende Person in dieses Amt hievte. Auf Vorwürfe, die Nachrichtenredaktion des TG2 politisiert zu haben, entgegnete Sangiuliano, dass dies „in der Tradition des italienischen Journalismus stehe und eine klare politische Ausrichtung einer verschleierten Berichterstattung vorzuziehen sei“. Mit dem Schwinden von Salvinis Popularität und dem Erstarken von Giorgia Meloni näherte er sich den Positionen von Fratelli d’Italia, konnte sich aber zugleich als Direktor des TG2 halten. Im April 2022 nahm er schließlich als Redner an einer Parteiveranstaltung der FdI teil.
Nach dem Wahlsieg von Giorgia Meloni bei den Parlamentswahlen 2022 wurde er unter anderem neben Giordano Bruno Guerri als zukünftiger Kulturminister gehandelt. Am 21. Oktober 2022 wurde Sangiuliano von der designierten Ministerpräsidentin Meloni als neuer Kulturminister vorgeschlagen und am Tag darauf von Staatspräsident Sergio Mattarella vereidigt.
Während seiner Amtszeit forderte Sangiuliano die Gründung eines „Museo dell’Italianità“ in Bologna. Er besetzte kontinuierlich Museumsleitungen mit Italienern (Absetzung des Briten James Bradburne an der Pinacoteca di Brera, Mailand, und des Franzosen Sylvain Bellenger am Museo di Capodimonte, Neapel). Ein vom Arbeitsgericht Neapel für rechtswidrig erklärtes Dekret zur Absetzung des Franzosen Stéphane Lissner am Opernhaus Teatro San Carlo wurde aufgehoben. Einer von Sangiuliano an einer Parteiversammlung im Januar 2024 geäußerten Meinung zufolge war der Dichter Dante Alighieri der „Begründer der rechten Denkschule Italiens“.
Am 6. September 2024 reichte er nach dem Bekanntwerden einer Affäre seinen Rücktritt ein. Sangiuliano hatte zuvor in einem Fernsehinterview die Beziehung mit der Influencerin Maria Rosaria Boccia eingestanden. Er verneinte aber, dass Boccia für das Ministeriums tätig gewesen sei und vom Ministerium Geld erhalten habe. Boccia war bei öffentlichen Terminen mehrmals an der Seite von Sangiuliano aufgetreten. Kurz darauf nahm die Staatsanwaltschaft Rom Ermittlungen gegen Sangiuliano auf. Sie wirft dem Ex-Minister Veruntreuung sowie die Weitergabe und Verbreitung vertraulicher Informationen vor.
Am 1. April 2025 nahm er seine Tätigkeit als Journalist wieder auf und berichtet als Auslandskorrespondent der Rai aus Paris.
Neben seiner Arbeit als Journalist war Sangiuliano als Dozent an der Privatuniversität Libera Università Maria Ss. Assunta, an der Universität La Sapienza und an der Privatuniversität für Sozialwissenschaften Libera Università Internazionale degli Studi Sociali (LUISS) tätig. Zudem ist er Autor von zahlreichen Sachbüchern.

## Veröffentlichungen (Auswahl)
- Giuseppe Prezzolini: l’anarchico conservatore. Mursia, Mailand 2008, ISBN 978-88-425-3940-7.
- Scacco allo Zar. 1908–1910: Lenin a Capri, genesi della Rivoluzione. Mondadori, Mailand 2012, ISBN 978-88-04-61591-0.
- Putin. Vita di uno zar. Mondadori, Mailand 2015, ISBN 978-88-04-65860-3.
- Hillary. Vita in una dynasty americana. Mondadori, Mailand 2016, ISBN 978-88-04-66996-8.
- Trump. Vita di un presidente contro tutti. Mondadori, Mailand 2017, ISBN 978-88-04-68204-2.